# Meraviglie (programma televisivo)
Meraviglie è un programma televisivo documentaristico italiano ideato e condotto da Alberto Angela in onda su Rai 1 dal 4 gennaio 2018.

## Edizioni
| Edizioni | Sottotitolo            | Conduzione     | Periodo          | Periodo         | Puntate | Regia               |
| Edizioni | Sottotitolo            | Conduzione     | Inizio           | Fine            | Puntate | Regia               |
| -------- | ---------------------- | -------------- | ---------------- | --------------- | ------- | ------------------- |
| 1ª       | La penisola dei tesori | Alberto Angela | 4 gennaio 2018   | 24 gennaio 2018 | 4       | Gabriele Cipollitti |
| 2ª       | La penisola dei tesori | Alberto Angela | 12 marzo 2019    | 9 aprile 2019   | 4       | Gabriele Cipollitti |
| 3ª       | La penisola dei tesori | Alberto Angela | 4 gennaio 2020   | 25 gennaio 2020 | 4       | Gabriele Cipollitti |
| 4ª       | La penisola dei tesori | Alberto Angela | 28 dicembre 2021 | 18 gennaio 2022 | 4       | Gabriele Cipollitti |
| 5ª       | Stelle d'Europa        | Alberto Angela | 28 dicembre 2022 | 11 gennaio 2023 | 3       | Gabriele Cipollitti |

## Puntate e ascolti

### Prima edizione (2018)
| Puntata | Messa in onda   | Ascolti        | Ascolti |
| Puntata | Messa in onda   | Telespettatori | Share   |
| ------- | --------------- | -------------- | ------- |
| 1       | 4 gennaio 2018  | 5 662 000      | 23,84%  |
| 2       | 10 gennaio 2018 | 5 682 000      | 23,31%  |
| 3       | 17 gennaio 2018 | 5 823 000      | 23,81%  |
| 4       | 24 gennaio 2018 | 5 492 000      | 22,79%  |

### Seconda edizione (2019)
| Puntata | Messa in onda | Ascolti        | Ascolti |
| Puntata | Messa in onda | Telespettatori | Share   |
| ------- | ------------- | -------------- | ------- |
| 5       | 12 marzo 2019 | 4 513 000      | 19,30%  |
| 6       | 19 marzo 2019 | 4 186 000      | 19,40%  |
| 7       | 2 aprile 2019 | 4 129 000      | 18,00%  |
| 8       | 9 aprile 2019 | 3 930 000      | 17,50%  |

### Terza edizione (2020)
| Puntata | Messa in onda   | Ascolti        | Ascolti |
| Puntata | Messa in onda   | Telespettatori | Share   |
| ------- | --------------- | -------------- | ------- |
| 9       | 4 gennaio 2020  | 4 649 000      | 23,01%  |
| 10      | 11 gennaio 2020 | 3 831 000      | 17,55%  |
| 11      | 18 gennaio 2020 | 3 829 000      | 17,69%  |
| 12      | 25 gennaio 2020 | 3 677 000      | 17,24%  |

### Quarta edizione (2021-2022)
| Puntata | Messa in onda    | Ascolti        | Ascolti |
| Puntata | Messa in onda    | Telespettatori | Share   |
| ------- | ---------------- | -------------- | ------- |
| 13      | 28 dicembre 2021 | 3 415 000      | 17,00%  |
| 14      | 4 gennaio 2022   | 3 604 000      | 17,00%  |
| 15      | 11 gennaio 2022  | 2 894 000      | 13,70%  |
| 16      | 18 gennaio 2022  | 2 943 000      | 14,10%  |

### Quinta edizione (2022-2023)
| Puntata | Messa in onda    | Ascolti        | Ascolti |
| Puntata | Messa in onda    | Telespettatori | Share   |
| ------- | ---------------- | -------------- | ------- |
| 17      | 28 dicembre 2022 | 2 884 000      | 17,73%  |
| 18      | 4 gennaio 2023   | 2 686 000      | 16,40%  |
| 19      | 11 gennaio 2023  | 2 553 000      | 13,47%  |

## Speciali
| Puntata | Titolo                        | Messa in onda   | Ascolti        | Ascolti |
| Puntata | Titolo                        | Messa in onda   | Telespettatori | Share   |
| ------- | ----------------------------- | --------------- | -------------- | ------- |
| 1       | Meraviglie d'Africa - Namibia | 1º gennaio 2024 | 2 499 000      | 16,13%  |
| 2       | Pompei, le nuove scoperte     | 27 maggio 2024  | 3 515 000      | 21,34%  |

## Meraviglie e ospiti protagonisti delle puntate

### Prima edizione
| Ep. | Siti | Siti | Siti                                                        | Altre meraviglie italiane | Ospiti | Interpreti |
| Ep. | Nord | Centro | Sud                                                         | Altre meraviglie italiane | Ospiti | Interpreti |
| --- | --- | --- | ----------------------------------------------------------- | --- | --- | --- |
| 1   | - Chiesa e Convento Domenicano di Santa Maria delle Grazie con l'Ultima Cena di Leonardo da Vinci | - Centro storico di Siena                                                                                  | - Valle dei Templi - Area archeologica di Agrigento         | - Isola Bella sita sul Lago Maggiore; - Forte di Fenestrelle in Piemonte; - Faro di Punta Palascia in Puglia - Venezia: laguna veneta e Burano                                                 | - Philippe Leroy - Gianna Nannini - Andrea Camilleri | - Cesare Bocci nei panni di Cecco Angiolieri. |
| 2   | - Paesaggio vitivinicolo del Piemonte: Langhe-Roero e Monferrato, con il Castello di Grinzane del conte Camillo Benso di Cavour e la storia del vino Barolo con le tenute e cantine di Fontanafredda del re Vittorio Emanuele II di Savoia e di Rosa Vercellana; | - Basilica di San Francesco ad Assisi (PG)                                                                 | - Reggia di Caserta con il Parco                            | - Abbazia di San Galgano a Chiusdino (SI); - Labirinto della Masone a Fontanellato (PR); - David di Michelangelo a Firenze; - Bronzi di Riace a Reggio Calabria.                               | - Toni Servillo - Paolo Conte - Monica Bellucci - Vincenza Lomonaco ex ambasciatrice d'Italia presso l'UNESCO; - Sergio Fusetti, capo restauratore della Basilica di Assisi;                       | - Sergio Assisi nei panni di re Ferdinando IV di Napoli (Ferdinando I delle Due Sicilie); - Christiane Filangieri nei panni della regina Maria Carolina d'Asburgo-Lorena, consorte di re Ferdinando; - Violante Placido nei panni di Rosa Vercellana; - Alessandro Tersigni nei panni di Giotto. |
| 3   | - Le Dolomiti (nella replica del 22 aprile 2020, è stato invece inserito lo spezzone de "Il Monte Bianco", della puntata 8) | - Piazza del Duomo di Pisa: il Duomo, il Battistero, il Campo Santo e la Torre pendente                    | - I Sassi e il parco delle Chiese Rupestri di Matera        | - Certosa di Padula (SA); - Cappella di Teodolinda nel Duomo di Monza con la Corona ferrea; - Nuraghe Santu Antine di Torralba (SS); - Pozzo di San Patrizio a Orvieto (TR).                   | - Andrea Bocelli - Sara Massai, soprano - Sergio Castellitto - Uto Ughi | - Andrea Giordana nei panni di Galileo Galilei; - Mary Petruolo nei panni dell'imperatrice e regina Elisabetta Amalia Eugenia di Wittelsbach,"Sissi". |
| 4   | - Ville palladiane del Veneto, con particolari approfondimenti su Villa Almerico Capra, detta La Rotonda, e su Villa Caldogno | - Necropoli etrusche di Cerveteri (RM) e Tarquinia (VT), e Museo nazionale etrusco di Villa Giulia di Roma | - Trulli di Alberobello (BA); - Castel del Monte ad Andria. | - Casina Vanvitelliana sul Lago Fusaro, Bacoli (NA); - Basilica di Santa Caterina d'Alessandria a Galatina (LE); - Duomo e centro storico di Firenze; - Cripta del Peccato Originale a Matera. | - Riccardo Muti - Veronica Pivetti - Ten. Col. Massimiliano Quagliarella, testimone del travagliato furto e ritrovamento del Cratere di Eufronio, meraviglia dell'arte greca; - Gigliola Cinquetti | - Roberto Farnesi nei panni di Federico II di Svevia: - Ivano Marescotti nei panni dell'architetto Andrea Palladio. |

### Seconda edizione
| Ep. | Siti | Siti | Siti | Altre meraviglie italiane | Ospiti | Interpreti |
| Ep. | Nord | Centro | Sud | Altre meraviglie italiane | Ospiti | Interpreti |
| --- | --- | --- | --- | --- | --- | --- |
| 5   | - Mantova: Palazzo Ducale, Castello di San Giorgio con la Camera degli Sposi, e Palazzo Te con la Sala dei Cavalli, la Sala di Amore e Psiche e la Sala dei Giganti                                                         | - Centro storico di Roma: Piazza Navona e Stadio di Domiziano con la Fontana dei Quattro Fiumi, il Palazzo Pamphilj con la sua Galleria, e la Chiesa di Sant'Agnese in Agone | - Costiera amalfitana: Amalfi e la Cattedrale di Sant'Andrea; approfondimento sul Parco sommerso di Baia | - Isola di San Giulio nel Lago d'Orta (NO); - Monteriggioni (SI); - Cattolica di Stilo (RC). - Segesta (TP).                                                                      | - Gigi Proietti - Renzo Arbore | - Vittoria Belvedere nei panni di Isabella d'Este: - Massimo Bonetti nei panni di Gian Lorenzo Bernini; - Massimo Wertmüller nei panni di Flavio Gioia; |
| 6   | - Monumenti paleocristiani di Ravenna: Mausoleo di Galla Placidia, Mausoleo di Teodorico, Basilica di San Vitale; con l'aggiunta della Tomba di Dante e il racconto della travagliata storia delle spoglie del sommo poeta. | - Su Nuraxi di Barumini; con l'aggiunta delle domus de janas (in particolare la Necropoli di Sant'Andrea Priu con la Tomba del Capo) e dei Giganti di Mont'e Prama.          | - Centro storico di Napoli: Real Teatro di San Carlo | - Parco archeologico di Paestum (Capaccio Paestum, SA); - Certosa di Pavia (PV); - Castello del Buonconsiglio a Trento (TN). - Cattedrale di San Nicola a Trani (BT).             | - Marco Melandri - Paolo Fresu - Dori Ghezzi - Massimo Ranieri | - Christiane Filangieri nei panni di Galla Placidia - Sebastian Gimelli Morosini nei panni di Gioachino Rossini;                                        |
| 7   | - Parma: Duomo di Parma con l'Assunzione della Vergine del Correggio nella cupola, il Palazzo della Pilotta, la Reggia di Colorno e il Teatro Regio.                                                                        | - Le grotte di Frasassi, con la storia della loro scoperta. | - Il Val di Noto: a Noto la Chiesa di Santa Chiara e Palazzo Nicolaci; a Modica il Duomo di San Giorgio e gli artigiani del cioccolato modicano; a Ragusa Ibla il Duomo di San Giorgio e cenni alle ambientazioni della serie "Il commissario Montalbano". | - Ventotene e il Carcere di Santo Stefano (LT); - Cascata delle Marmore (TR); - Sferisterio di Macerata (MC); - Giardini botanici Hanbury (IM); - Castello di Roccascalegna (CH). | - Massimo Giovannelli; - Cesare Bocci; - Maria Sardaryan, soprano armeno. - Pippo Baudo - Generale Fabrizio Perrulli, comandante del Nucleo Tutela patrimonio culturale dell'Arma dei Carabinieri. | - Giusy Buscemi nei panni di Maria Luisa d'Austria; |
| 8   | - Il Monte Bianco, con il Museo alpino Duca degli Abruzzi. | - Urbino: il Palazzo Ducale con lo studiolo di Federico da Montafeltro, la casa natale di Raffaello Sanzio.                                                                  | - Lecce: capolavori del "barocco leccese", il monastero degli Olivetani, piazza Duomo, la pizzica. | - La Scala dei Turchi (AG); - La Scarzuola (TR); - Ponte del Diavolo (LU); - Saline di Trapani (TP).                                                                              | - Ilvo Diamanti - Giuliano Sangiorgi | - Ludovico Girardello nei panni di Raffaello Sanzio; - Flavio Parenti nei panni di Luigi Amedeo di Savoia;                                              |

### Terza edizione
| Ep. | Siti | Siti                                                            | Siti | Altre meraviglie italiane                                                                                           | Ospiti | Interpreti |
| Ep. | Nord | Centro                                                          | Sud | Altre meraviglie italiane                                                                                           | Ospiti | Interpreti |
| --- | --- | --------------------------------------------------------------- | --- | --- | --- | --- |
| 9   | - Residenze sabaude di Torino e dintorni: Palazzo Reale (Torino)                                                | - Roma "Regina delle acque": La Fontana di Trevi, l'Acqua Virgo | - Isola di Capri: Villa Jovis, Villa Lysis, Grotta Azzurra                                                  | - Castel Beseno (TN); - Isole del Lago Trasimeno; - Isole Tremiti (FG); - Civita di Bagnoregio (VT).                | - Mario Martone - Arturo Brachetti - Carlo Verdone | - Violante Placido nei panni di Eleonora Duse; - Aurora Ruffino nei panni di Margherita di Savoia; - Massimo Bonetti nei panni di Gian Lorenzo Bernini         |
| 10  | - Venezia e la sua Laguna: La Basilica di San Marco, Palazzo Ducale                                             | - Centro storico di Firenze: Palazzo Vecchio                    | - Sito archeologico di Paestum con il Museo Archeologico                                                    | - Castello di Torrechiara (PR); - Abbazia di Chiaravalle (MI); - Brisighella (RA); - Abbazia di Sant'Antimo (SI).   | - Ottavia Piccolo - Vinicio Capossela - Gianna Nannini | - Fabio Troiano nei panni di Giacomo Casanova; - Giorgio Marchesi nei panni di Johann Wolfgang von Goethe - Francesca Cavallin nei panni di Eleonora di Toledo |
| 11  | - Duomo di Milano                                                                                               | - Abruzzo: il Gran Sasso d'Italia, Rocca Calascio, Alba Fucens  | - Città tardo barocche del Val di Noto: Catania con il Monastero di San Nicolò l'Arena e il Palazzo Biscari | - Castello di Copertino (LE); - Chiesa di Santa Maria di Portonovo (AN); - Castello di Duino (TS); - Ascoli Piceno. | - Roberto Bolle - Lino Guanciale - Mario Biondi | - Remo Girone nei panni di Gian Galeazzo Visconti; - Alberto Santucci nei panni di Papa Celestino V; - Riccardo Maria Manera nei panni di Vincenzo Bellini     |
| 12  | - Le Strade Nuove e il Sistema dei Palazzi dei Rolli di Genova: la Lanterna di Genova e il Palazzo del Principe | - Val d'Orcia: Siena, Radicofani e Pienza                       | - Monte Etna con Randazzo                                                                                   | - Incisioni rupestri della Val Camonica (BS); - Palazzo del Quirinale a Roma.                                       | - Luca Bizzarri - Alessandro D'Avenia - Luca Parmitano - Gianna Nannini - Oliviero Toscani - Generale Roberto Riccardi, comandante del Nucleo Tutela patrimonio culturale dell'Arma dei Carabinieri. | - Luca Angeletti nei panni di Ghino di Tacco |

### Quarta edizione
| Ep. | Siti | Siti                                                                                        | Siti | Altre meraviglie italiane | Ospiti                                                                                     | Interpreti |
| Ep. | Nord | Centro                                                                                      | Sud | Altre meraviglie italiane | Ospiti                                                                                     | Interpreti |
| --- | --- | ------------------------------------------------------------------------------------------- | --- | --- | ------------------------------------------------------------------------------------------ | --- |
| 13  | - Valle d'Aosta: Parco nazionale del Gran Paradiso con il Colle del Nivolet, Ponte acquedotto di Pont d'Aël, Castello di Fénis                                                                                     | - Lucca: Torre Guinigi, Duomo di San Martino, Piazza dell'Anfiteatro, Mura, Palazzo Pfanner | - Isole Flegree: Procida, Isola d'Ischia e la Piscina Mirabilis di Bacoli                                                                                 | - Giardino di Ninfa (LT) - Tonnara di Santa Panagia (SR) - Le Castella (Isola di Capo Rizzuto) (KR) - Castelluccio (Norcia) (PG)       | - Maria Grazia Cucinotta - Stefano Bollani - Milo Manara - Maria Sardaryan - Fausto Desalu | - Giusy Buscemi nei panni di Vittoria Colonna; - Flavio Parenti nei panni di Giacomo Puccini; - Jane Alexander nei panni di Bianca Maria Scapardone.             |
| 14  | - Isole Borromee: Isola Bella con la Rocca Borromea di Angera | - Orvieto: Duomo di Orvieto, Sotterranei di Orvieto e il Pozzo di San Patrizio              | - Siracusa e la necropoli di Pantalica: Duomo di Siracusa, Latomie del Paradiso, Orecchio di Dionisio, Teatro greco di Siracusa, Castello Maniace         | - Gerace (RC) - Sacrario militare di Redipuglia (GO) - Santuario di Santa Maria dell'Isola di Tropea (VV) - Castello della Pietra (GE) | - Renato Pozzetto - Pino Strabioli - Ficarra e Picone                                      | - Vittoria Belvedere nei panni di Giuseppina di Beauharnais - Massimo Bonetti nei panni di Luca Signorelli                                                       |
| 15  | - Monza: Villa Reale di Monza e il Duomo di Monza con la Cappella di Teodolinda e la Corona ferrea | - Villa Adriana e Villa d'Este a Tivoli                                                     | - Palermo arabo-normanna e le cattedrali di Cefalù e Monreale: Il Castello della Zisa e il Duomo di Monreale                                              | - Civitella del Tronto (TE) - Castello di Barletta (BT) - Rocca aldobrandesca (Porto Ercole) (GR) - Forte di Bard (AO)                 | - Sandro Mazzola - Francesco Pannofino - Maria Falcone                                     | - Anna Safroncik nei panni di Margherita di Savoia - Massimo Wertmuller nei panni di Ippolito II d'Este - Vincenzo Crivello nei panni di Guglielmo II di Sicilia |
| 16  | - Cicli di affreschi del XIV secolo di Padova e Orto botanico di Padova con il Palazzo della Ragione, Basilica di Sant'Antonio di Padova, Cappella degli Scrovegni, Palazzo del Bo e il Teatro anatomico di Padova | - Umbria: Spoleto con il Duomo; Todi e Spello con la Cappella Baglioni                      | - Ercolano: Villa Campolieto, il Teatro romano di Ercolano, area archeologica di Ercolano antica ed il Museo nazionale ferroviario di Pietrarsa a Portici | - Termoli (CB) - Santuario di Santa Maria del Sasso (Caravate) (VA) - Fortezza di San Leo (RN) - Forte di Fenestrelle (TO)             | - Novella Calligaris - Lello Arena - Uto Ughi                                              | - Mariano Rigillo nei panni di Galileo Galilei - Remo Girone nei panni di Luigi Vanvitelli - Giulio Scarpati nei panni di Jacopone da Todi                       |

### Quinta edizione
| Ep. | Siti | Siti                        | Altre meraviglie europee | Ospiti                                                     | Interpreti                             |
| Ep. | Europa | Italia                      | Altre meraviglie europee | Ospiti                                                     | Interpreti                             |
| --- | --- | --------------------------- | --- | ---------------------------------------------------------- | -------------------------------------- |
| 17  | - Francia: Mont Saint-Michel e la sua baia - Portogallo: Monastero dos Jerónimos e Torre di Belém a Lisbona con il quartiere dell’Alfàma, il palazzo dei marchesi di Fronteira e la chiesa del Carmo - Francia: Cattedrale di Chartres | - Città di Verona           | - Las Médulas (Spagna) - Campi di tulipani (Paesi Bassi) - Cliffs of Moher (Irlanda) - Vulcano Fagradalsfjall (Islanda) - Falesie di Étretat (Francia) | - Dulce Pontes - Roberto Bolle - Riccardo Cocciante        | –                                      |
| 18  | - Grecia: Acropoli di Atene e il Tempio di Poseidone a Capo Sunio - Germania: Castelli della Baviera con il Castello di Linderhof, il Castello di Neuschwanstein e Herrenchiemsee                                                      | - Centro storico di Firenze | - Bronzi di Riace (Reggio Calabria) - Reynisfjara e Reynisdrangar (Islanda) - Pont du Gard (Francia) - Parco nazionale dei laghi di Plitvice (Croazia) | - Jury Chechi - Carlo Conti - Carlo Lucarelli              | - Luca Zingaretti nei panni di Pericle |
| 19  | - Spagna: Alhambra, Generalife e Albayzín, Granada; Cattedrale, Alcazar a Siviglia; centro storico di Cordova - Repubblica Ceca: Centro storico di Praga                                                                               | - Palermo arabo-normanna    | - Scogliere di Dover (Gran Bretagna) - Campi di lavanda (Provenza, Francia) - Bergamo (Italia) - Isola di Santorini (Grecia)                           | - Rocío Muñoz Morales - Eleonora Abbagnato - Carlo Verdone | –                                      |

### Speciali
| Ep. | Siti | Ospiti                                                   | Interpreti |
| --- | --- | -------------------------------------------------------- | ---------- |
| 20  | - Namibia: Skeleton Coast, deserto del Namib, Sossusvlei, Parco nazionale d'Etosha, Twyfelfontein, deserto del Kalahari, Spitzkoppe, Foresta pietrificata di Khorixas, meteorite Hoba, Walvis Bay, Kolmanskop, Vingerklip | –                                                        | –          |
| 21  | - Scavi archeologici di Pompei | - Gabriel Zuchtriegel - Personale del parco archeologico | –          |

## Opere derivate
Nell'autunno del 2019, mentre si sta registrando la terza stagione del programma, fa la sua comparsa in libreria il saggio di Alberto Angela Meraviglie. Alla scoperta della penisola dei tesori, il quale è ispirato alla trasmissione televisiva e che riscontra un buon successo presso il pubblico, dominando le classifiche delle vendite per diverse settimane. Successivamente, a partire da gennaio 2020, in allegato con Repubblica esce uno dei 12 DVD della nuova collana Meraviglie. Un viaggio in Italia con Alberto Angela, iniziativa editoriale che racchiude il meglio delle prime due stagioni del programma.